# Lungomare Falcomatà

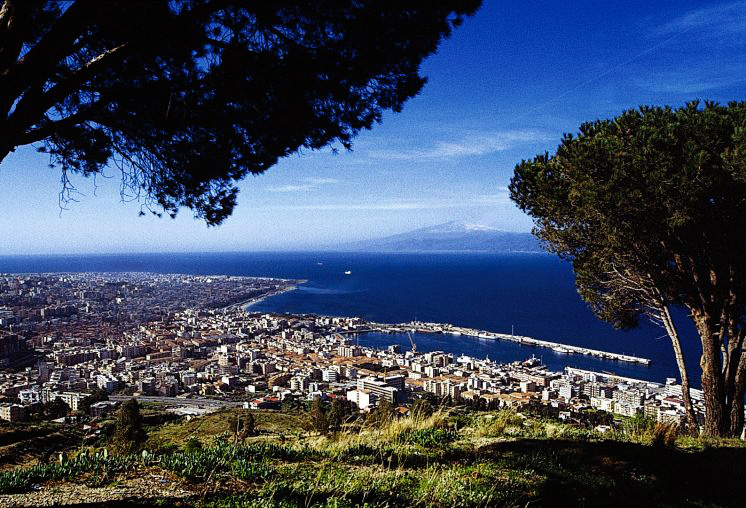
Vu sur Reggio de Calabre et le Lungomare Falcomatà.

Le Lungomare Falcomatà est le nom d'un boulevard longeant la baie de Reggio de Calabre.
Il est dédié à l'un des maires de la ville de Reggio, Italo Falcomatà, sous l'administration duquel la cité connut une période de redressement et de renouveau important.
Très fréquenté par les touristes durant la période estivale, il offre un panorama unique sur le détroit de Messine et l'Etna. Le lungomare de Reggio fut défini comme « Le plus beau kilomètre d'Italie » par Nando Martellini, citant à tort Gabriele D'Annunzio.

## Présentation
Réalisé après le séisme de 1908, il a une longueur d'environ 1,7 km et se développe de la piazza Independenza à piazza Garibaldi. Arboré de palmiers et d'espèces végétales extrêmement variées, le lungomare est bordé d'édifices de style Art nouveau (nombreux remontant à la dernière reconstruction de la cité) parmi lesquels les Palazzo Zani (it), Palazzo Spinelli (it) et Villa Genoese Zerbi (it).
Il est en outre enrichi d'éléments qui indirectement retracent l'histoire de la cité comme de nombreux monuments commémoratifs (Victor-Emmanuel III, Diego Vitrioli (it), etc.) une fontaine monumentale et les vestiges archéologiques des anciennes murailles de la cité grecque et ceux d'un complexe thermal d'époque romaine.
Côté mer, l'espace piétonnier est délimité par d'élégantes balustrades en fer forgé et des candélabres montés sur piédestal.

## Sources
- (it) Cet article est partiellement ou en totalité issu de l’article de Wikipédia en italien intitulé « Lungomare Falcomatà » (voir la liste des auteurs).

1. ↑  E Nando Martellini lanciò il più bel chilometro d’Italia. D’annunzio? Mai messo piede a Reggio